# Chaerophyllum humile
Chaerophyllum humile är en flockblommig växtart som beskrevs av John Stevenson. Chaerophyllum humile ingår i släktet rotkörvlar, och familjen flockblommiga växter. Inga underarter finns listade i Catalogue of Life.